# Albulena Haxhiu
Albulena Haxhiu (Pristina, 11 de maig de 1987) és una política Kosovar, actual Ministra de Justícia de la República de Kosovo.
Haxhiu va estudiar lleis i finances a la Universitat de Pristina. El 2010 va començar a servir com a diputada per a Vetëvendosje! a l'Assemblea de Kosovo. Durant la seva etapa com a diputada va formar part del Subcomitè de Mandat, Immunitat i Control de la legislació. Posteriorment, el 2020 fou nomenada Ministra de Justícia, càrrec que ostentaria entre febrer i juny del mateix any.
Poc després, el 22 de març de 2021 fou nomenada de nou ministra de Justícia de la República de Kosovo al gabinet Kurti II. El gener de 2024 va anunciar la intenció del seu govern d'aprovar un nou codi civil que permeti la unió en matrimoni de persones del mateix sexe.
Està casada i té un nen. És la néta de l'activista polític kosovar Ahmet Haxhiu.